# Menonvillea macrocarpa
Menonvillea macrocarpa är en korsblommig växtart som först beskrevs av Ivan Murray Johnston, och fick sitt nu gällande namn av Reed Clark Rollins. Menonvillea macrocarpa ingår i släktet Menonvillea och familjen korsblommiga växter. Inga underarter finns listade i Catalogue of Life.